# Christian Strub
Christian Strub (* 1960) ist ein deutscher Philosoph.

## Leben
Strub studierte Philosophie, Germanistik und Altgriechisch an der Eberhard Karls Universität Tübingen, der Rheinischen Friedrich-Wilhelms-Universität Bonn und der Albert-Ludwigs-Universität Freiburg. Das erste Staatsexamen für den Lehrdienst machte er 1985 für die Fächer Philosophie und Deutsch, 1987 die Erweiterungsprüfung für das Fach Griechisch. Er promovierte 1989 und war von 1990 bis 1993 Wissenschaftlicher Angestellter an der Albert-Ludwigs-Universität Freiburg. Von 1993 bis 1999 war er Hochschulassistent. 
Nach der Habilitation 2000 für Philosophie an der Universität Hildesheim war er seit 1995 Redakteur der Allgemeinen Zeitschrift für Philosophie. Von 2002 bis 2003 war er Fellow am Leo-Baeck-Institute in London. Von 2003 bis 2006 führte er ein DFG-Forschungsprojekt zu Charles Sanders Peirce an der Universität Bamberg durch. Seit 2007 war er Studienreferendar für das Lehramt an Gymnasien in Berlin (2010 Zweites Staatsexamen). Seit 2010 war er Studienassessor an der Friedrich-Rückert-Oberschule Berlin.
Seine Arbeitsschwerpunkte sind Sprachphilosophie, Sozialphilosophie, Metaphorologie, Systembegriff und Editionen.

## Schriften (Auswahl)
- Kalkulierte Absurditäten. Versuch einer historisch reflektierten sprachanalytischen Metaphorologie, Karl Alber, Freiburg/Breisgau, 1991, ISBN 978-3-49547708-3.
- Sanktionen des Selbst. Zur normativen Praxis sozialer Gruppen, Karl Alber, Freiburg/Breisgau, 2005, ISBN 978-3-495-48138-7.
- Vom freien Umgang mit Gepflogenheiten. Eine Perspektive auf die praktische Philosophie nach Wittgenstein, mentis, Paderborn, 2005, ISBN 978-3-897-85477-2.
- Weltzusammenhänge. Kettenkonzepte in der europäischen Philosophie, Königshausen & Neumann, Würzburg, 2011, ISBN 978-3-826-04526-4.